# ゾット・ネクラソフ
ゾット・イリイチ・ネクラソフ（ロシア語: Зот Ильич Некрасов、1908年1月8日（ユリウス暦1907年12月26日） - 1990年12月1日）は、ソビエト連邦の科学者、社会主義労働英雄。金属工学における業績で知られる。ウクライナ・ソビエト科学アカデミーの会員であった。

## 経歴
1908年1月8日（ユリウス暦では 1907年12月26日）、ロシア帝国タヴリダ県に位置するメリトポロジでロシア鉄道労働者一族の息子で生まれた。1930年にはドニエプロペトロフスク金属工学を卒業したが、その際彼が執筆した研究論文は炉理論と関連がある。
第二次世界大戦の勃発後、ロシアのマグニトゴルスクに避難している。1942年には助教授に採用された。マグニトゴルスク、ニジニ・タギル、ノボクズネツクから金属工学を地図た従来の後には、ドニエプロペトロフスク金属工学会の活動に専念した。1950年には博士号を取得し、1952年から1976年まで研究所所長を務めた。彼の金属工学研究は、鉄鉱石を溶かす新しい金属工学技術を発見してから国際的な認識を受けた。
長年、ソ連の鉄鋼産業に関連する委員会は科学委員会の委員として活動しており、スイスのジュネーヴにある国際連合欧州経済委員会傘下の製鉄鉄鋼委員会の委員長を務めた。ソ連政府から社会主義労働英雄、レーニン勲章を受け、1961年にはウクライナ・ソビエト科学アカデミーの会員に任命された。
1971年から1978年まで、ウクライナ・ソビエト科学アカデミー傘下のドニエプロペトロフスク科学センターの院長を務めた。1990年12月1日、ドニエプロペトロフスクで死亡し、同地の記念墓地に埋葬された。